# Stekelbremkokermot
De stekelbremkokermot (Coleophora genistae) is een vlinder uit de familie kokermotten (Coleophoridae). De wetenschappelijke naam is voor het eerst geldig gepubliceerd in 1857 door Stainton.
De soort komt voor in Europa.